# Palais des congrès de Hawaï
Pour les articles homonymes, voir Palais des congrès.
Le palais (ou centre) des congrès de Hawaï (en anglais Hawaii Convention Center) est un palais des congrès et centre d'expositions de premier plan situé à Honolulu, sur l'île d'Oahu, dans l'État de Hawaï aux États-Unis.
Le palais des congrès de Hawaï est le plus grand centre d'exposition de ce type de l'État. Il est situé directement à l'ouest du quartier Waikiki de Honolulu.
Du 3 au 14 août 2015, il a accueilli la 29e assemblée générale de l'Union astronomique internationale.